# Ghiacciaio Jeffries
Il ghiacciaio Jeffries è un ghiacciaio lungo circa 15 km situato sulla costa di Luitpold, nella Terra di Coats, in Antartide. Partendo dall'entroterra, il ghiacciaio fluisce verso nord-ovest scorrendo attraverso i monti Theron, fino ad andare ad alimentare il flusso di ghiaccio Bailey, tra la scogliera Lenton, a est, e le rupi Marø, a ovest.

## Storia
Il ghiacciaio Jeffries fu fotografato durante ricognizioni aeree effettuate nel corso della Spedizione Fuchs-Hillary, ufficialmente nota come Commonwealth Trans-Antarctic Expedition (CTAE), nel 1956. In seguito il ghiacciaio è stato così battezzato dal Comitato consultivo dei nomi antartici in onore di Peter H. Jeffries, un meteorologo facente parte della sopraccitata spedizione.